# Racice (przystanek kolejowy)
Racice – nieczynny przystanek kolejowy w Racicach na linii kolejowej nr 231, w województwie kujawsko-pomorskim.